# Marcel Leborgne

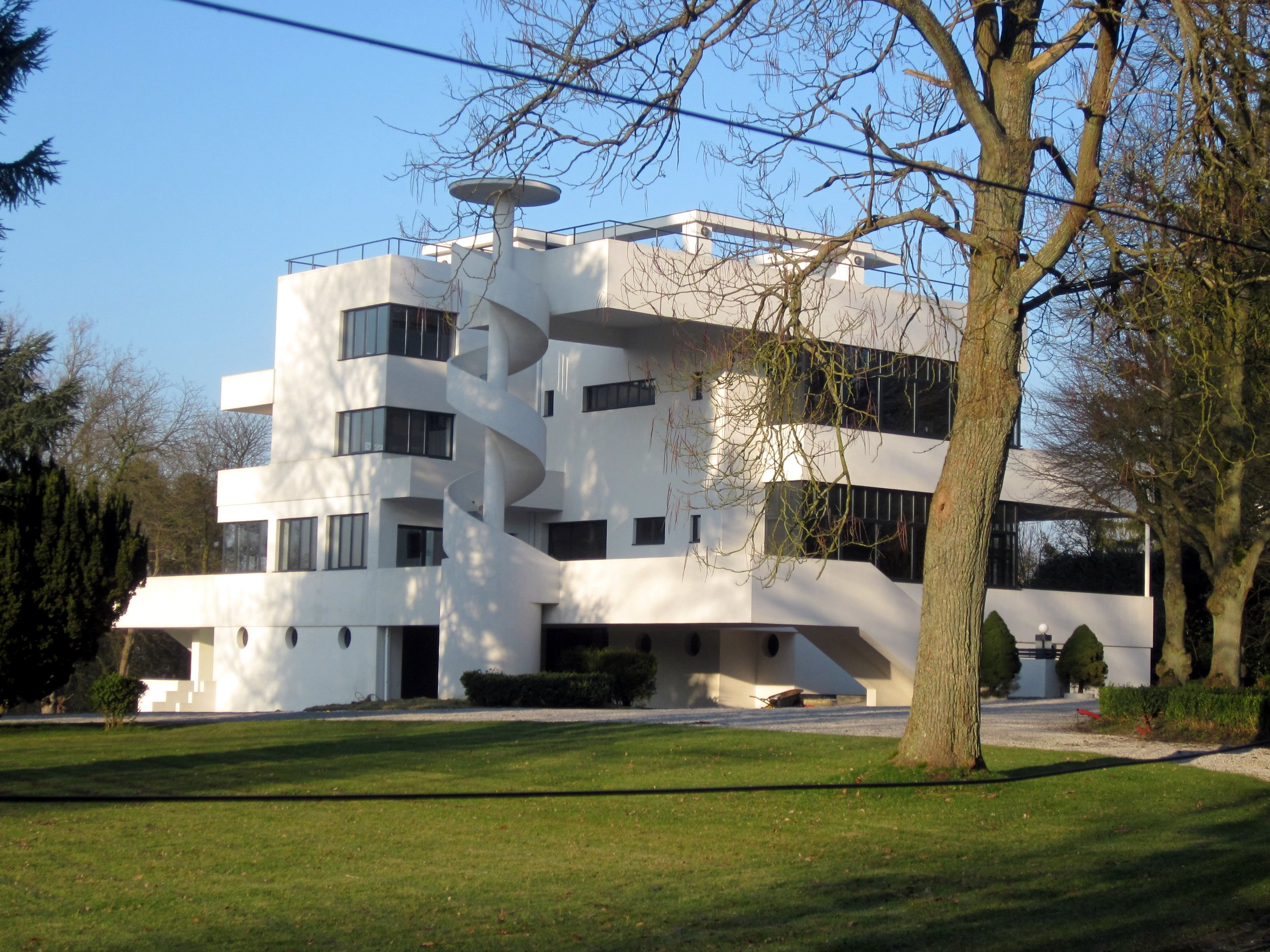
Villa Dirickz (1933), Rhode-Saint-Genèse

Marcel Leborgne (Gilly, 15 de abril de 1898-Charleroi, 22 de enero de 1978) fue un arquitecto racionalista belga. 

## Trayectoria
Estudió en las escuelas de San Lucas de Tournai y Bruselas. Tras la Primera Guerra Mundial se encargó de la reconstrucción de Wijtschate, cerca de Ypres, junto a su hermano Henri. Establecido en Charleroi, se convirtió en el principal exponente de la arquitectura moderna en esa ciudad. Fue autor de edificios de viviendas, casas individuales y edificios públicos, entre los que destacan: la Maternidad Reina Astrid en Charleroi (1935-1937, destruida), el edificio De Heug en la misma ciudad (1934), la residencia Albert en Marcinelle (1938) y la Ciudad de la infancia también en Marcinelle (1955, con Victor Bourgeois). Una de sus obras más destacadas fue la villa Dirickz en Rhode-Saint-Genèse (1933), de estilo lecorbusieriano.